# Tüske László
Tüske László (1953. június 21.–) orientalista, könyvtáros, az Országos Széchényi Könyvtár volt főigazgatója.

## Életútja
1973 és 1980 között az Eötvös Loránd Tudományegyetem könyvtár–arab szakán tanult. 1979-ben Irakban, 1996–1997-ben Egyiptomban járt tanulmányúton. 2001-ben szerzett doktori fokozatot a középkori arab irodalomelmélet esztétikai kérdéseivel foglalkozó értekezése megvédésével.
Könyvtári pályafutása 1975-ben indult. 1992-től 2002-ig az OSZK Tájékoztatási és Olvasószolgálati Főosztályának főosztályvezető-helyettese volt. 2002 és 2012 között a Pázmány Péter Katolikus Egyetem Arab Tanszékén oktatott, és az Avicenna Közel-Kelet Kutatások Intézetének kutatója volt. 2012-től 2014-ig a Balassi Intézet kairói Magyar Kulturális Tanácsosi Hivatalát igazgatta. 2014. augusztus 13-án megbízást kapott az OSZK főigazgatói posztjára.

## Tudományos munkássága
Kutatásai középpontjában a középkori arab irodalomkritika, az arab stilisztika története és a modern Korán-interpretációs irányzatok állnak.

## Társasági tagságai
Az európai arabistákat és iszlámkutatókat tömörítő Union européenne des arabisants et islamisants és a Magyar Tudományos Akadémia Orientalisztikai Tudományos Bizottságának tagja.

## Főbb művei
- Muszlim művelődéstörténeti előadások; szerk. Tüske László; Iskolakultúra, Pécs, 2001 (Iskolakultúra)
- Bevezetés a művelődéstörténetbe (Géczi Jánossal és Stirling Jánossal; Veszprém, 2007)
- Előadások a mai iszlám világáról (szerk.; Piliscsaba, 2007)
- Adonisz: Tükör Orfeusznak; vál., szerk. Tüske László, ford. Boros Attila et al.; PEN Club–Pluralica, Bp., 2014

## Kapcsolódó információk
- Publikációi a Magyar Tudományos Művek Tárában